# Ralph Macchio
Ralph George Macchio (ur. 4 listopada 1961 w Huntington na Long Island, w stanie Nowy Jork) – amerykański aktor i producent filmowy i telewizyjny. Odtwórca roli Daniela LaRusso z serii filmów Karate Kid i Johnny’ego Cade’a w Wyrzutkach.
Telewizja VH1 w listopadzie 2008 umieściła go na 80. miejscu listy stu największych nastoletnich gwiazd.

## Życiorys
Urodził się w Huntington na Long Island w Nowym Jorku. Jest synem Ralpha Macchio i Rosalii z domu Desantis, którzy prowadzą ranczo w Lake George. Rodzice matki pochodzili z Prowincji Avellino w Kampanii, a ojciec jest pochodzenia w połowie włoskiego i greckiego. Ma brata, Stevena. 
Karierę zaczynał od występów w amerykańskich reklamówkach telewizyjnych. Za główną rolę Jeremy’ego Andrettiego w piątym sezonie serialu ABC Osiem to dostateczna ilość (Eight Is Enough, 1980–1981) był w 1982 nominowany do Young Artist Award. Na dużym ekranie zadebiutował jako Chooch Bambalazi w komedii młodzieżowej Wojskowa akademia imprezowa (Up the Academy, 1980) z udziałem Iana Wolfe. Pierwszą pamiętną rolę – Johnny’ego Cade’a – zagrał w filmie Francisa Forda Coppoli Wyrzutki (The Outsiders, 1983). Międzynarodową rozpoznawalność zyskał dzięki głównej roli Daniela LaRusso w kasowym filmie Karate Kid (1984). Z powodzeniem wystąpił jeszcze w dwóch kolejnych częściach filmu; za ostatnią był jednak nominowany do Złotej Maliny, gdyż sam film został negatywnie odebrany przez krytyków.
Jego chłopięcy wygląd sprawił, że stał się jednym z najsławniejszych idoli nastolatków lat 80., a jego twarz zdobiła okładki wielu czasopism dla młodzieży, w tym „Bravo”. Choć, gdy w 1989 pojawiła się trzecia część serii Karate Kid, miał już dwadzieścia osiem lat.

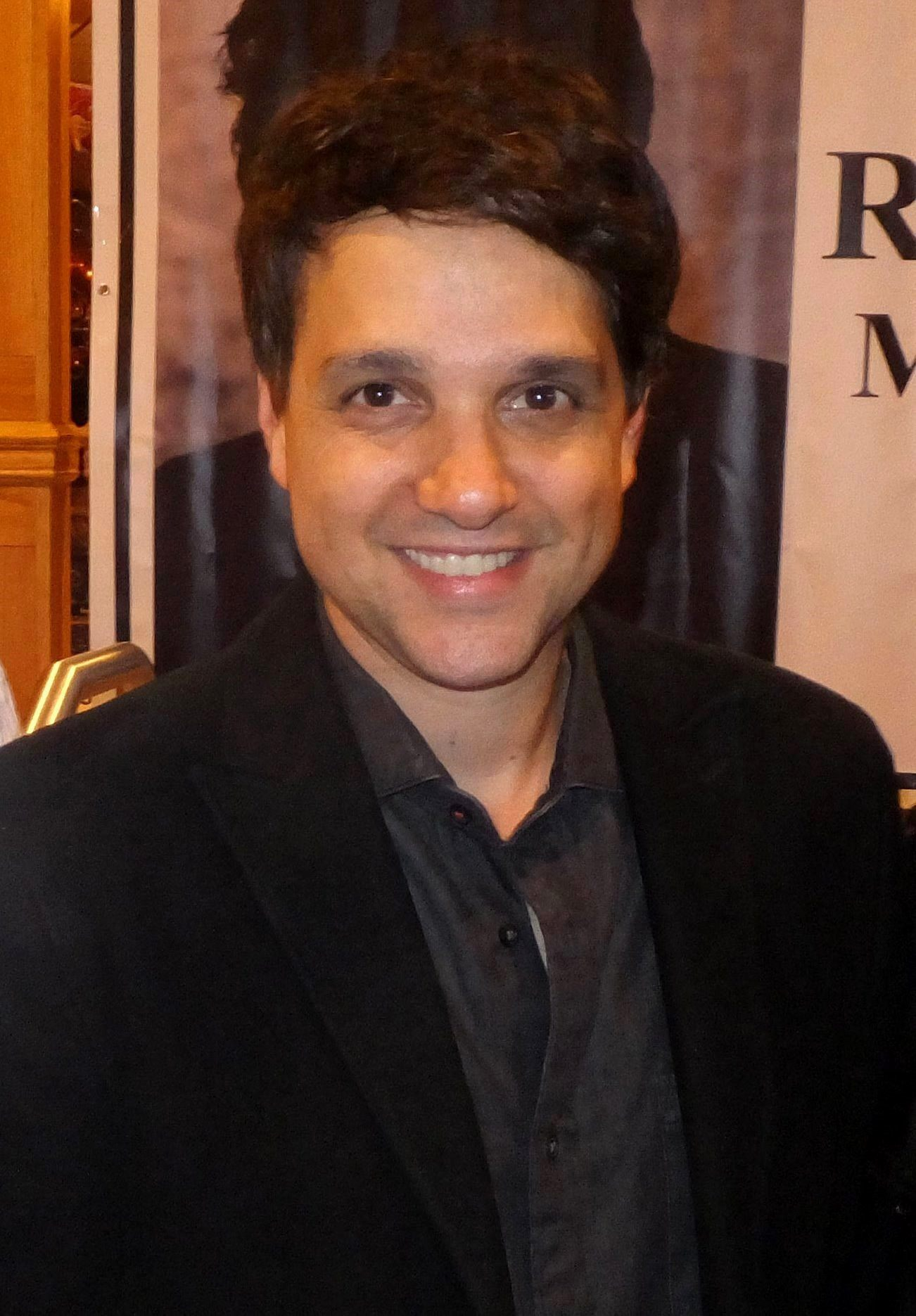
Macchio (2013)

W 1986 na Broadwayu zagrał misia w przedstawieniu Kuba i jego pluszowy miś (Cuba & His Teddy Bear) u boku Roberta De Niro. W tym samym roku premierę miał muzyczny film Na rozdrożu (Crossroads, 1986), w którego finale postać grana przez Macchio stacza gitarowy pojedynek z samym Steve’em Vaiem. W pierwszej połowie lat 90. wcielił się w postać Billy’ego Gambini, niesłusznie oskarżonego o morderstwo, w przebojowej komedii Mój kuzyn Vinny (1992), i zmysłowego homoseksualistę Chrisa w komedii romantycznej Nagi w Nowym Jorku (Naked in New York, 1993).
Od połowy lat 90. zaczął gościnnie pojawiać się w filmach i serialach, w tym w Ekipie (2005), Świry (Psych, 2007) i kilku odcinkach Brzyduli Betty (2008) w roli Archiego Rodrigueza, lokalnego polityka z Queens. W 2008 wystąpił jako „duchowy doradca” w reklamie VitaminWater razem z kierowcą NASCAR, Carlem Edwardsem. W 2011 uczestniczył w 12. edycji programu rozrywkowego Dancing with the Stars. W 2016 zagrał narratora, scenarzystę Carla Morelliego w przedstawieniu A Room of My Ownna Off-Broadwayu.
20 listopada 2024 otrzymał własną gwiazdę w Alei Gwiazd w Los Angeles znajdującą się przy 6633 Hollywood Boulevard.

## Życie prywatne
5 kwietnia 1987 poślubił Phyllis Fierro, z którą ma dwójkę dzieci, córkę Julię (ur. 1992) i syna Daniela (ur. 1996).

## Filmy
- 1980: Wojskowa akademia imprezowa – Chooch Bambalazi
- 1982: High Powder – Eddie
- 1982: Dangerous Company – Denny Brody
- 1983: Outsiderzy – Johnny Cade
- 1984: Karate Kid – Daniel LaRusso
- 1984: Nauczyciele – Eddie Pilikian
- 1984: The Three Wishes of Billy Grier – Billy Grier
- 1986: Karate Kid II – Daniel LaRusso
- 1986: Na rozdrożu – Eugene Martone
- 1988: Distant Thunder – Jack Lambert
- 1989: Karate Kid III – Daniel LaRusso
- 1991: Za dużo słońca – Frank Junior
- 1992: Mój kuzyn Vinny – Billy Gambini
- 1992: Garwood, jeniec wojenny – Robert Garwood
- 1993: Nagi w Nowym Jorku – Chris
- 1998: Dizzyland
- 1998: Dzielna pani Brisby 2: Timmy rusza na ratunek – Timmy (głos)
- 1999: To nie może być niebo – Hubbie Darling
- 1999: The Office Party – Sean
- 2001: Popcorn Shrimp – glina
- 2003: Dobra noc na śmierć – Donnie
- 2006: Beer League – Maz
- 2009: Rosencrantz and Guildenstern Are Undead – Bobby Bianchi
- 2012: Daleko ci do sławy – on sam
- 2012: Hitchcock – Joseph Stefano
- 2012: Holiday Spin – Ruben (film TV)
- 2013: Daleko ci do sławy – on sam
- 2014: A Little Game – Tom
- 2017: Lost Cat Corona – Dominic
- 2017: Świry – Nick Conforth (film TV)
- 2018: A Dog and Pony Show – Aaron
- 2025: Karate Kid: Legends – Daniel LaRusso

## Seriale
- 1980: Eight is Enough – Jeremy Andretti
- 1994: Zwierzęta z Zielonego Lasu – Lis (głos, amerykański dubbing)[17]
- 1999: Po tamtej stronie – dr. Eberhardt
- 1999–2001: Życie do poprawki – oficer Dan
- 2005: Ekipa – on sam
- 2007: Świry – on sam
- 2008–2009: Brzydula Betty – Archie Rodriguez
- 2010: Prawo i porządek
- 2013: Jak poznałem waszą matkę – on sam
- 2018–2025: Cobra Kai – Daniel LaRusso

## Nagrody
| Rok  | Nagroda                                                                                   | Kategoria                                  | Film                      |
| ---- | ----------------------------------------------------------------------------------------- | ------------------------------------------ | ------------------------- |
| 1986 | Brązowa statuetka Bravo Otto, przyznana przez niemiecki dwutygodnik dla młodzieży „Bravo” | Najlepszy aktor                            | –                         |
| 2001 | Long Island International Film Expo                                                       | Nagroda dla niezależnego filmowca          | –                         |
| 2002 | Long Island International Film Expo                                                       | Najlepszy reżyser                          | Love Thy Brother (2002)   |
| 2014 | American Short Film Award                                                                 | Najlepszy dramat krótkometrażowy           | Across Grace Alley (2013) |
| 2022 | LifeArt Festival                                                                          | Najlepszy serial telewizyjny/komediodramat | Cobra Kai (2021)          |